# Сасада, Людовик
Людовик Сасада, известен также как Луис Сасада (Сосада, Сасанда) (исп. Luis Sasada; лат. Ludovicus Sasada; 1598 года, Эдо, Япония — 25 августа 1624 года, Омура, Япония) — католический священник, блаженный Римско-Католической Церкви, миссионер, член монашеского ордена францисканцев, мученик.

## Биография
Родился в 1598 году в Эдо (современный Токио) в католической семье, которая была знакома с испанским миссионером Луисом Сотело. Его отец Михаил Сасада был обезглавлен в 1613 году за исповедание христианства. Людовик участвовал в японском посольстве Датэ Масамунэ в Испанию, откуда он отправился в Мексику, где вступил во францисканский орден. Проходил монашеское послушание в монастырях Святого Петра и Святого Павла в Вальядолиде.
Позднее вместе с Луисом Сотело, путешествующим в Японию через Мексику, отправился на родину через Манилу, куда они прибыли в июне 1618 года. Здесь же Людовик Сасада закончил своё богословское обучение и принял рукоположение во священники. В 1622 году он с Луисом Сотело и Людовиком Бабой отплыли из Манилы в Японию на китайском судне, переодевшись в одежду китайских купцов. Китайский капитан заподозрил в них католических миссионеров и по прибытии на японский берег передал их местным властям. Первое время находились в заключении в Нагасаки, потом их через полгода перевели в тюрьму в городе Омура.
После двухлетнего заключения в Омуре был заживо сожжён 25 августа 1624 года вместе с Луисом Сотело, Людовиком Бабой, иезуитом Мигелем де Карвалью и доминиканцем Педро Васкесом.
После казни их останки были помещены в лодку, которую затопили в море. Некоторым из присутствующих на казне католикам удалось сохранить небольшое количество останков доминиканца Пебро Васкеса, которые были переданы на хранение в Иезуитскую церковь в Макао. В настоящее время мощи находятся в усыпальнице китайских и японских мучеников.
Римский папа Пий IX причислил его к лику блаженных 7 июля 1867 года.
День памяти — 25 августа и 10 сентября в группе 205 японских мучеников.